# Thank God It's Christmas
Thank God It's Christmas è una canzone natalizia dei Queen scritta da Brian May e Roger Taylor e pubblicata come singolo il 26 novembre 1984.

## Il brano
Il brano ha fatto la sua prima apparizione come singolo nel 1984 con due B-Side (Man On The Prowl e Keep Passing The Open Windows, entrambi dall'album The Works) e successivamente, nel 1995, venne inserito come B-Side del singolo A Winter's Tale. Fu anche incluso nell'LP bonus Complete Vision, facente parte del box set The Complete Works uscito nel 1985, mentre nel 1999 venne inserito nella raccolta di successi Greatest Hits III come bonus track, e solo così la canzone diventò maggiormente conosciuta tra i fans.
Nel 2011 il brano venne infine inserito nell'EP dell'edizione rimasterizzata dalla Island/Universal dell'album The Works.

## Tracce del singolo

### Versioni 7" 1984 e 2010 (The Singles Collection Volume 3)
1. Thank God It's Christmas - 4:19
2. Man on the Prowl - 3:29
3. Keep Passing the Open Windows - 5:22

### Versione 12" UK 1984
1. Thank God It's Christmas - 4:19
2. Man on the Prowl (Extended version) - 6:04
3. Keep Passing the Open Windows (Extended version) - 6:50

## Classifiche
| Classifica (2022) | Posizione massima |
| ----------------- | ----------------- |
| Germania          | 8                 |
| Regno Unito       | 21                |
| Svizzera          | 23                |